# Trichrous fisheri
Trichrous fisheri là một loài bọ cánh cứng trong họ Cerambycidae.